# Ciborski
Ciborski – odmiana herbu Jastrzębiec

## Opis herbu
W polu błękitnym ze środka podkowy srebrnej na opak wychodzi krzyż srebrny łaciński. Klejnot jastrząb z godłem w szponach.

## Herbowni
Ciborski, Ciombor, Ciąbor.